# Ramón Ortiz Otáñez
Ramón José Pablo Ortiz Otáñez, (Santoña, 15 de enero de 1759 - Madrid, 1843), hijo de Antonio Ortiz de Santelices y Guevara y Ramona Otáñez Martínez, marqueses de Chiloeches, nació en el palacio de Chiloeches (edificio mandado construir por su padre). Siguió la carrera de marino en Ferrol (La Coruña) siendo guardiamarina a los 15 años de edad.
En 1775 participó en la expedición de Argel, en la escuadra de Pedro González de Castejón, en un jabeque llamado “Lebrel”. Al año siguiente, en 1776 fue ascendido a alférez de fragata y tres años más tarde a alférez de navío. Durante esos años intervino en distintas expediciones en el estrecho de Gibraltar y en el Cabo de San Vicente en la escuadra mandada por el marino Juan Lángara, interviniendo en el combate naval contra la escuadra inglesa del almirante Rodney. Estuvo también a las órdenes del capitán Federico Carlos Gravina.

## En América
Embarcó en la escuadra del marqués del Socorro rumbo a América del Norte donde participó en varias batallas en el Mar Caribe (o de las Antillas). También intervino en la toma de la plaza de Pensacola en 1781 a las órdenes del mariscal de campo español Bernardo de Gálvez. Después de varias acciones bélicas contra la armada inglesa del Almirante Howe ascendió al grado de Teniente de Fragata. Años más tarde intervino en distintas comisiones en Puerto Rico, Santo Domingo (República Dominicana) y Veracruz (México), hasta que en 1787 regresó a España donde intervino en la campaña de Finisterre, Algeciras y costa de África.

## EnFilipinas
En 1802 era ya Capitán de Fragata y le fue confiado el mando de una expedición para la lucha contra los corsarios ingleses en los mares de Filipinas, consiguiendo grandes éxitos militares que terminaron con la desaparición del enemigo en aquellas costas. Ortiz Otáñez desempeñó en estos años la labor de inspeccionar los departamentos marítimos de diversas islas, así como el cometido de auxiliar las provincias y plazas insulares.

## Regreso a España
En 1816 regresó a España con el grado de Capitán de Navío. Su primera embarcación con este rango fue el “Velasco”. En 1824 fue nombrado vocal de la Junta de Asistencia de la Dirección General de la Armada, (de la que llegó a ser Decano) y pasó a Madrid, abandonando desde ese momento su empleo a bordo. En 1825 fue ascendido a Brigadier, en 1829 a Jefe de Escuadra y en 1839 a Teniente General. Murió en esta ciudad en 1843, con 84 años de edad. En su ciudad natal de Santoña tiene dedicada una calle.

## Condecoraciones
- Gran cruz de la Orden de San Hermenegildo
- Cruz de la Orden de Carlos III